# Espace Killy
L'Espace Killy est l'ancien nom du domaine skiable, désormais domaine Tignes - Val d'Isère, regroupant les stations françaises de Val-d'Isère et de Tignes, dans le département de la Savoie. Situé dans le massif de la Vanoise, en haute vallée de la Tarentaise, était nommé en l'honneur du skieur triple champion olympique Jean-Claude Killy, il s'étend du glacier du Grand Pisaillas (au-dessus du col de l'Iseran à Val-d'Isère) à celui de la Grande Motte (au-dessus du Val Claret à Tignes).

## Stations et hébergements

### Les stations
- Val-d'Isère et les quartiers du Laisinant, du Fornet et de La Daille.
- Tignes et les quartiers de Tignes - Le lac, de Tignes - Le Lavachet, de Tignes - Val Claret, de Tignes - Les Brévières, de Tignes 1800 et de Tignes - Les Boisses.

### Hébergements touristiques
Les communes et leurs quartiers comptent 9 268 établissements touristiques ayant une capacité d’accueil de 64 665 lits en 2016, l'une des plus fortes concentrations pour les domaines français.

## Domaine skiable
Plus de 300 km de pistes, notamment :

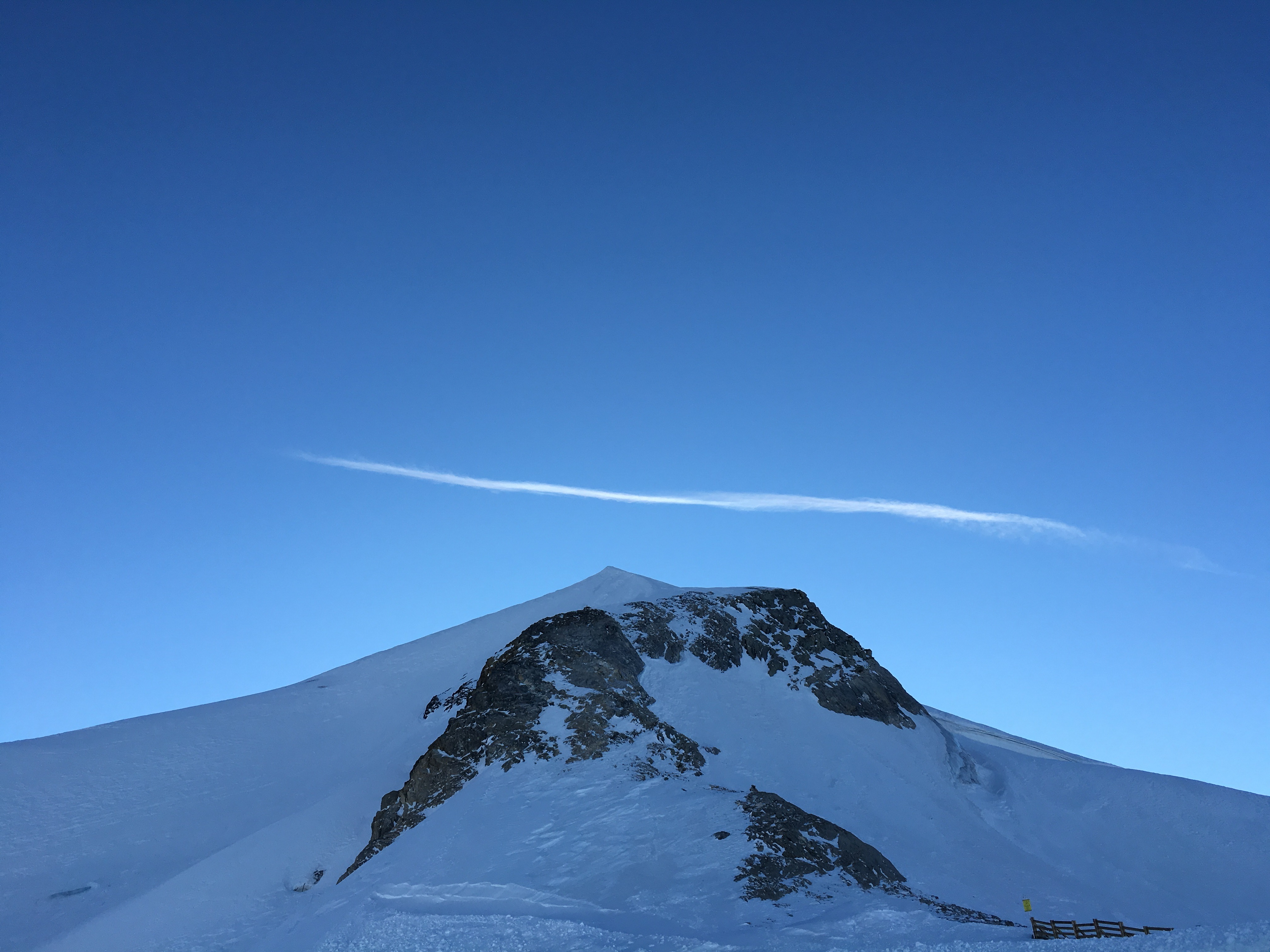
La Grande Motte.

- 22 pistes vertes, 61 pistes bleues, 46 pistes rouges, 25 pistes noires, 44 km de pistes de ski de fond ;
- 2 snowparks ;
- 2 glaciers  ;
- 71 remontées mécaniques dont dix gratuites :
  - 3 téléphériques,
  - 2 funiculaires,
  - 6 télécabines,
  - 26 télésièges débrayables,
  - 13 télésièges à pinces fixes,
  - 21 téléskis.

Les moyens permettant un transfert sur le domaine sont dans un sens (de Tignes vers Val-d'Isère) :
- le télésiège débrayable à six places de Fresse, au départ de Tignes - Val Claret vers le col de Fresse ;
- la télécabine à dix places assises de Tovière, construite en 2013, au départ de Tignes - Le lac vers le sommet de Tovière ;
- le télésiège débrayable à six places des Tufs, construit pendant l'été 2008, au départ de Tignes - Val Claret vers le sommet de Tovière ;
- le téléski réservé aux adultes Combe Folle au-dessus de Tignes - Le lac,

et dans l'autre sens (de Val-d'Isère vers Tignes) :
- le télésiège à quatre places débrayable de Borsat vers le col de Fresse ;
- le télésiège à huit places débrayable des Tommeuses vers le sommet de Tovière.